# Гуцисько (Заверцянський повіт)
Гуцисько (пол. Hucisko) — село в Польщі, у гміні Влодовиці Заверцянського повіту Сілезького воєводства.
Населення — 310 осіб (2011).
У 1975-1998 роках село належало до Ченстоховського воєводства.

## Демографія
Демографічна структура станом на 31 березня 2011 року:
|          | Загалом | Допрацездатний вік | Працездатний вік | Постпрацездатний вік |
| -------- | ------- | ------------------ | ---------------- | -------------------- |
| Чоловіки | 144     | 16                 | 116              | 12                   |
| Жінки    | 166     | 32                 | 101              | 33                   |
| Разом    | 310     | 48                 | 217              | 45                   |